# 平面
平面（へいめん、plane）とは、平らな表面のことである。平らな面。一般的には曲面や立体などと対比されつつ理解されている。

## 数学と平面
数学的には平面について様々な説明の仕方がありうる。
ひとつは次のような説明である。
（平面とは）ある曲面の任意の2点を通過する直線が、常に全くその曲面に含まれるときの、その曲面のこと
また別の説明としては次のようなものがありうる。
一次方程式 ax + by + cz + d =0を満たす点(x, y, z)の軌跡
数学で扱う2次元の基本的な物体、または概念である。直感的にいって、平らな紙を無限に広げた形状を持つ。幾何学や三角法などで詳しく研究されている。
平面は、次のどの条件を与えても、それを満足するものはただ一つに決定される。
- 同一直線上にない 3 点を通る。
- 一つの直線を含み、その直線上にない一つの点を通る。
- 平面の通る一点と、その平面に直交する一つの直線が指定されている。
- 平行であるかただ一点で交わる二つの直線を含む。

ユークリッド空間においては、二つの平面は互いに平行であるか、そうでなければただ一つの直線を共有する（平面の交線）。

### デカルト座標
平面が与えられたとき、解析幾何学的手法としてルネ・デカルトの直交座標を導入することにより、平面上の任意の点は二つの実数の組によって一意的に指定することが出来る。
あるいは 3 次元の空間を x, y, z の 3 つの軸を持つデカルト座標（xyz-座標）で表したとき、その空間内の平面は、方程式
ax + by + cz + d = 0
（a, b, c, d は実数で、abc ≠ 0）の解全体の作る部分集合の全体として表される。
あるいは、これを二つの一次独立な 3 次元ベクトル v, w と別の 3 次元ベクトル u および、二つの実数値パラメータ s, t を用いて
u + s v + t w
のかたちに表すことも出来る。この平面上の点は二つのパラメータの値の組 (s, t) によって一意的に指定される。
ベクトルによる表示においては、ベクトルの次元は特に制限されない。すなわち、一般の n 次元ユークリッド空間（n = 2 の場合が最初に述べた意味での平面）における任意の平面は、三つの n 次元数ベクトル u, v, w（v, w は一次独立）と二つの実数値パラメータ s, t によって
u + s v + t w
のかたちに必ず表される。

## 幾何学以外の「平面」
- 平面広告：広告業界などでは新聞・雑誌、ポスターなどの印刷媒体のことを「平面媒体」、また印刷媒体で展開される広告のことを（屋外広告＝「立体」と比較し）「平面広告」と呼ぶ。